# Furio Nordio
Furio Nordio (...) è un ex bobbista italiano.

## Biografia
Viene ricordato come vincitore di una medaglia d'oro nella sua disciplina, vittoria ottenuta ai campionati mondiali del 1960 (edizione tenutasi a Cortina d'Ampezzo, Italia) insieme ai suoi connazionali Eugenio Monti, Sergio Siorpaes e Renzo Alverà
L'anno successivo ai mondiali del 1961 vinse un'altra medaglia d'oro con gli stessi compagni.